# Curtara mellella
Curtara mellella är en insektsart som beskrevs av Delong och Freytag 1976. Curtara mellella ingår i släktet Curtara och familjen dvärgstritar. Inga underarter finns listade i Catalogue of Life.